# Skywalk (Hannover)

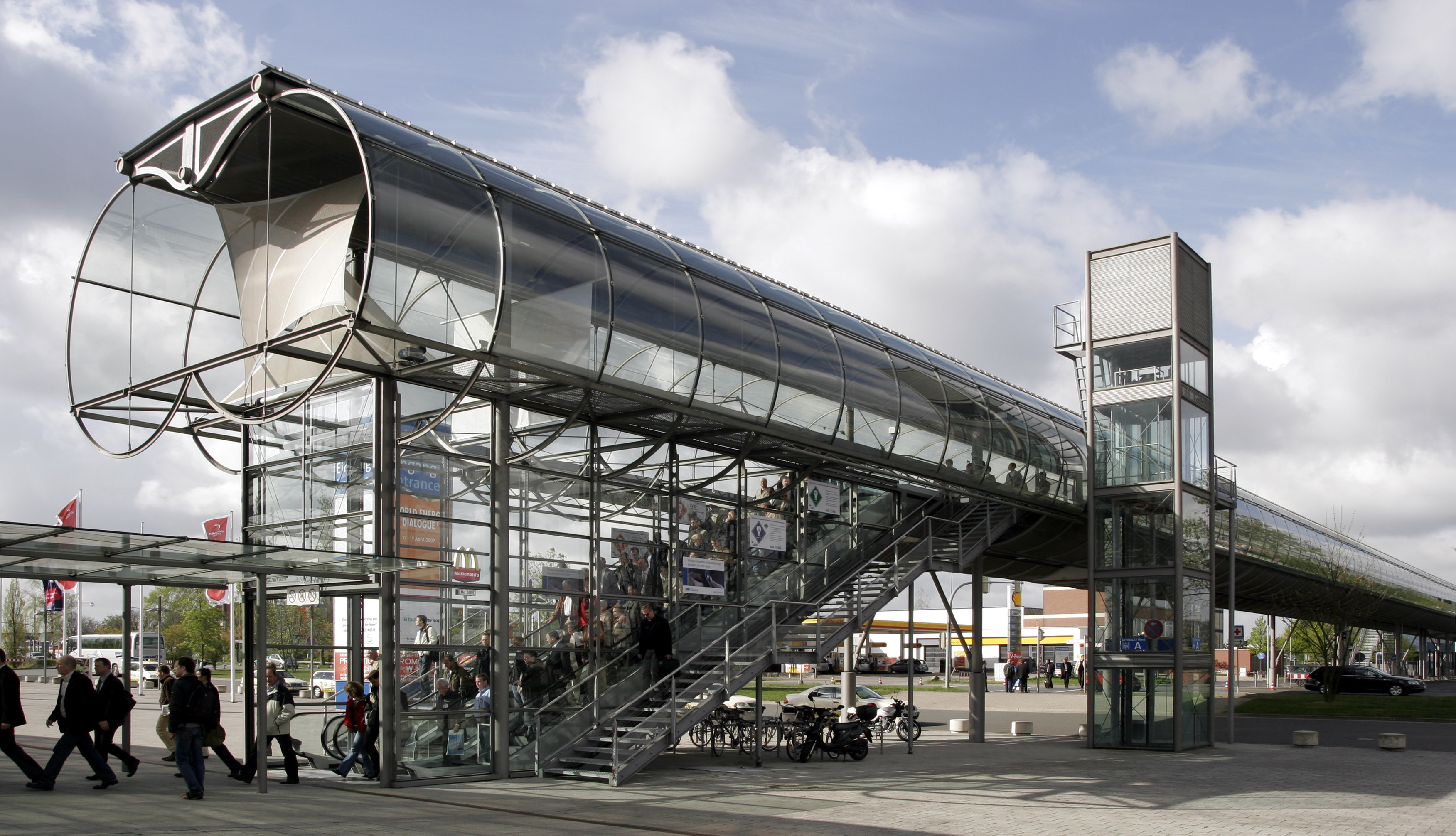
Der Skywalk vom Messegelände aus gesehen

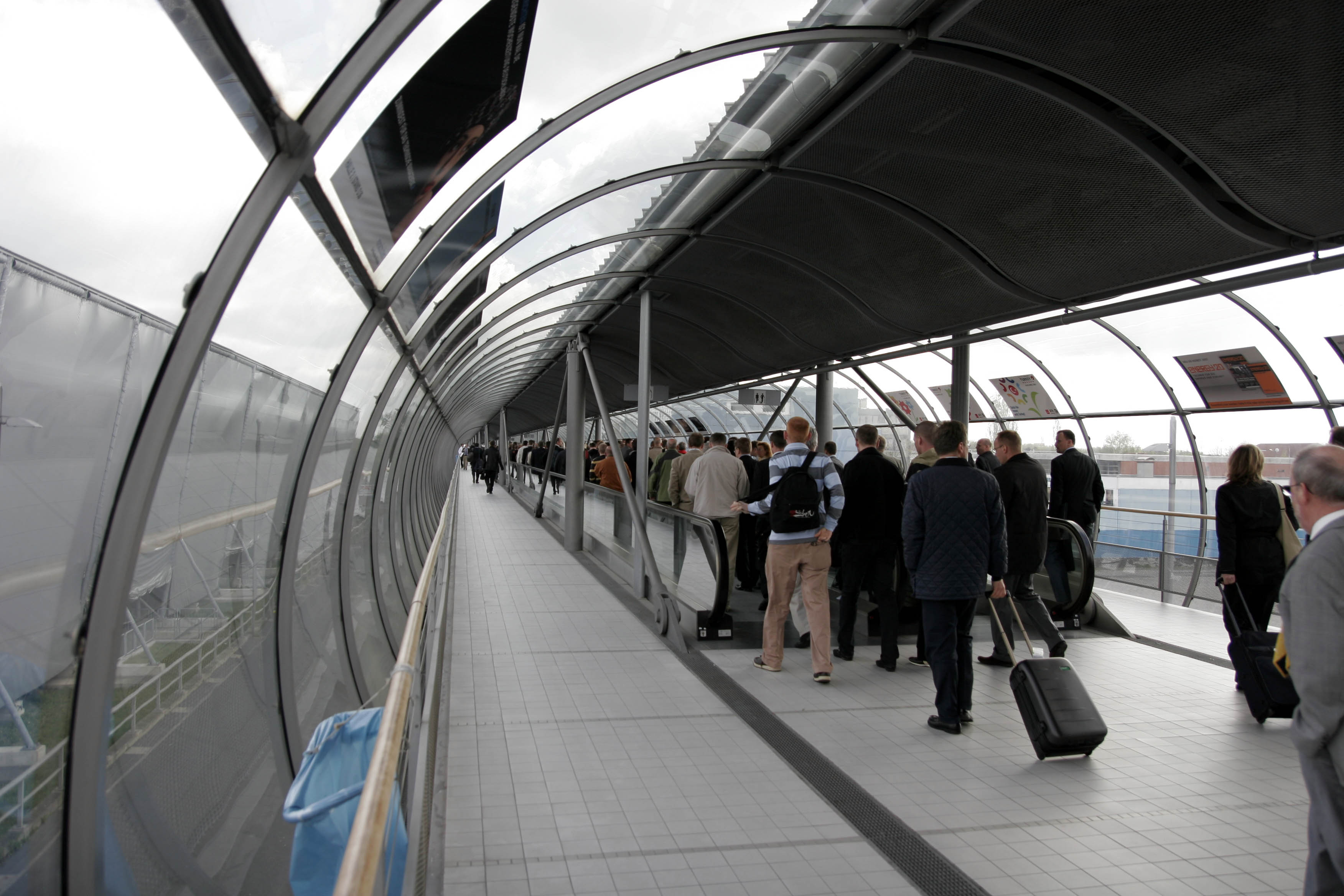
Die parallel verlaufenden Fahrsteige in der Doppelröhre

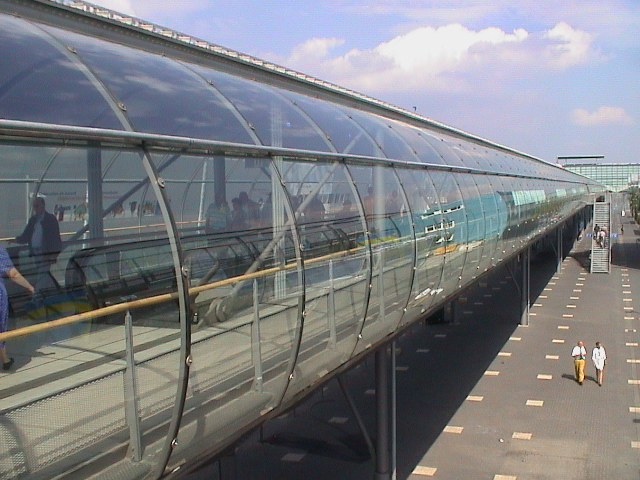
Der Skywalk von außen

Der Skywalk in Hannover ist eine in den Jahren 1997 und 1998 erbaute wettergeschützte Fußgängerverbindung zwischen dem Bahnhof Hannover Messe/Laatzen und dem Messegelände Hannover.

## Beschreibung
Die 340 m lange aufgeständerte Doppelröhre wurde ursprünglich für die Expo 2000 als Verbindung des Expo-Bahnhofs Laatzen mit dem Expo-2000-Gelände gebaut. Das Konstruktionsprinzip der von Helmut C. Schulitz (Schulitz + Partner Architekten) geplanten Verbindung ist eine Schrägseilbrücke. Der Skywalk führt in ca. 6 Meter Höhe über die Münchener Straße. Die Spannweiten zwischen den Stützen betragen 20, 24 und 28 Meter. Die unterschiedlichen Spannweiten ergeben sich aus den vorhandenen Straßeneinmündungen und Zufahrten.
In den Doppelröhren befinden sich sechs Fahrsteige vom Typ RSV-HD von Kone, wobei jeweils zwei Fahrsteige parallel verlaufen. Die Fahrsteige haben eine Förderlänge von 71,70 bis 91,70 m und sind mit Stufenketten in schmierungsfreier Ausführung ausgestattet. Die Glasbalustraden an den Seiten haben eine Stärke von 10 mm sowie Verkleidungen aus Edelstahl und Aluminium. Die Fahrgeschwindigkeit beträgt 0,5–0,7 m/s. Je nach Besucherstrom können die Fahrsteige zum Bahnhof oder zum Messegelände hin betrieben werden. Neben den Fahrsteigen befinden sich Bereiche, die für Fußgänger benutzbar sind.
Jeweils zwei Rolltreppen mit 30° Neigungswinkel führen an jedem Ende des Skywalks nach oben zu den Fahrsteigen bzw. nach unten zum Bahnhof oder Messegelände. Seitlich zu den Rolltreppen befinden sich Gehtreppen. Zwei Aufzüge an den Endpunkten sorgen für eine behindertengerechte Benutzbarkeit. Hersteller der Aufzüge und Rolltreppen ist Otis.

## Baumaterialien
Die Glasfassade des Skywalk besteht aus 6+6 mm gewölbtem Sicherheitsglas, das auf der obersten Lage eine Solarbeschichtung trägt. Die Glaselemente liegen auf filigranen Stahlfassadenprofilen (40 × 50 mm) auf und werden punktuell auf Tellern gehalten. Insgesamt 670 Glaselemente von DuPont wurden verbaut. Der Skywalk bekam 1999 den DuPont Benedictus Preis.
Die Unterdecken bestehen aus Streckmetallpaneelen, die jeweils herunterklappbar sind, um den darüberliegenden Installationsraum zugänglich machen. Die nächtliche Beleuchtung des Skywalk erfolgt über einfache Leuchtstoffröhren über den Streckmetallgittern.